# Microhyla annamensis
Microhyla annamensis és una espècie de granota que viu a Cambodja, Laos, Tailàndia i el Vietnam.